# Barrage d'Alcántara
Le barrage d'Alcántara aussi connu sous le nom de José María Oriol-Alcántara II est un barrage hydroélectrique en Espagne, mis en service en 1969 d'une capacité de 915 MW, possédé par Iberdrola. Son réservoir est le deuxième plus grand réservoir artificiel d'Europe.
Le pont romain d'Alcántara est situé en aval du barrage. 